# Michael Grossmann (Politiker)
Michael Grossmann (* 11. Dezember 1948) ist ein deutscher Kommunalpolitiker (CDU) und war von 1999 bis 2020 hauptamtlicher Bürgermeister der Wallfahrtsstadt Werl.

## Leben
Grossmann wurde 1999 mit 52,32 % der Stimmen als Nachfolger von Friedrich Leopold Graf von Brühl (CDU) ins Amt gewählt, sein Gegenkandidat war der damalige Stadtdirektor Manfred Lipphardt. Wiedergewählt wurde Grossmann 2005 und 2009 sowie in einer Stichwahl 2014.
Bei der Kommunalwahl 2020 trat er nicht erneut an. Sein Nachfolger wurde Torben Höbrink (CDU).